# Hacker – Die Zeus-Verschwörung
Hacker – Die Zeus-Verschwörung ist ein dänischer Film aus dem Jahr 2019. Der Film wurde von Poul Berg inszeniert. Seine Premiere feierte der Film am 28. März 2019.

## Handlung
Im Film verschwindet die Mutter eines achtjährigen Jungen, nachdem sie verschiedene, begehrte Software programmiert hat. Die Mutter wird für tot erklärt und der Junge kommt in ein Kinderheim. Benjamin freundet sich dort mit Savannah an und wird ein Hacker. Mit 13 Jahren wird er vom Geheimdienst befragt, da seine Mutter gesichtet wurde. Er hackt den Geheimdienst und wird gejagt.

## Veröffentlichung
Die dänische Premiere war am 28. März 2019. In Deutschland erschien der Film am 10. Oktober 2019 auf dem Schlingel Film Festival. Er erschien auch in Schweden, Norwegen, England und einigen weiteren Sprachen.

## Rezeption
„Ein in seinem Verschwörungsszenario etwas holzschnittartig und gegen Ende arg reißerischer Film, der dank sympathischer jugendlicher Figuren aber doch als Teen-Abenteuer einen gewissen Unterhaltungswert hat.“